# Oophaga granulifera
Oophaga granulifera o rana dardo fresa es una especie de rana veneno de dardo; es endémica de Golfo Dulce y alrededores (Costa Rica); quizá en zonas adyacentes de Panamá.
Su hábitat natural se conforma de bosque húmedo subtropical o tropical. Cría en las bromeliáceas.
La especie está amenazada por destrucción de hábitat.